# Moorpark
Moorpark är en stad (city) i Ventura County, i delstaten Kalifornien, USA. Enligt United States Census Bureau har staden en folkmängd på 34 779 invånare (2011) och en landarea på 32,6 km².